# Microbiologia alimentare
Da un lato sub-disciplina della Scienza degli alimenti, dall'altro branca della Microbiologia (scienza che studia gli esseri microscopici), a sua volta parte della Biologia (scienza che studia gli esseri viventi), la Microbiologia alimentare si occupa esclusivamente dei microrganismi che hanno a che fare, nel bene e nel male, con i prodotti alimentari.

## Generalità sui microrganismi
Per microrganismi si intendono esseri di dimensioni dell'ordine dei micron (milionesimi di metro o millesimi di millimetro) e quindi individualmente invisibili se non ingranditi di circa 1000 volte con l'uso del microscopio ottico. Solo l'insieme di svariati milioni di individui nei brodi o terreni di coltura, danno manifestazioni evidenti ad occhio nudo (torbidità nei liquidi e macrocolonie nei mezzi "solidi").
Sono i veri padroni della Terra e alcuni studiosi ipotizzano addirittura spostamenti interplanetari. Esistono sul pianeta almeno da 3,5 miliardi di anni, in confronto con i 2,5 milioni per l'uomo, e non è difficile pensare che continueranno ad esistere dopo l'estinzione del genere umano. Hanno in effetti risorse straordinarie, sia in termini di resistenza che di capacità di adattamento agli ambienti più ostili. Questo deriva, tra l'altro, dai brevissimi tempi di riproduzione (sull'ordine dei venti minuti): nel tempo di una generazione per l'essere umano, un microrganismo ha circa un milione di riproduzioni successive e, proporzionalmente, altrettante possibilità di evolvere in forme più efficienti, tant'è vero che ce ne sono che sopportano temperature altissime o bassissime, elevate pressioni, radiazioni, agenti chimici fortemente tossici, le atmosfere più ostiche, i nutrienti più insoliti come plastica e idrocarburi.
Sono diffusi a miliardi di miliardi su tutto il pianeta, compresi i siti più inospitali. Sono nell'acqua, nell'aria, nel suolo, sulle piante, sulla superficie ed all'interno del corpo degli animali e dell'uomo.

### Riproduzione microbica
Si riproducono per lo più per scissione binaria, cioè duplicandosi, secondo un andamento che, se avviene in un ambiente circoscritto, segue una curva caratterizzata da quattro fasi distinte:
- Fase di latenza o Lag-fase, in cui la crescita è quasi nulla in quanto c'è un tempo più o meno lungo dedicato all'adattamento all'ambiente
- Fase esponenziale, con crescita regolare in base a duplicazioni successive secondo una progressione matematica (Nt = N0 2 t/g ) dove Nt è il numero di cellule in funzione del tempo trascorso t, e g è il tempo di generazione)
- Fase stazionaria, in questa fase non è vero che il numero di cellule nate eguaglia il numero di cellule morte. È una fase di massimo sviluppo in cui le cellule smettono di duplicarsi.
- Fase di morte, in cui i metaboliti tossici generati nella riproduzione hanno il sopravvento e portano il ceppo microbico verso l'estinzione

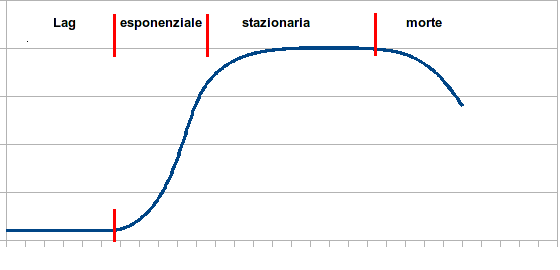

### Le spore
A differenza dei Batteri che presentano il meccanismo riproduttivo citato sopra, i Funghi si riproducono per gemmazione alcuni, per sporulazione altri. 
Le spore microbiche, che per i Funghi attengono alla riproduzione, un po' quello che sono i semi per le piante, nell'ambito delle Bacillaceae ( Bacillus e Clostridium) sono forme inattive di autoprotezione, straordinariamente resistenti a qualsiasi tipo di avversità, che le cellule vegetative possono assumere.

## Microrganismi ed alimenti
Un numero relativamente limitato di microrganismi presenta un interesse pratico nel campo alimentare, tra quelli comunemente indicati come Batteri, Lieviti e Muffe, i primi procarioti (le forme più antiche, senza nucleo), i rimanenti eucarioti (con nucleo) del regno dei Funghi.
Le caratteristiche di compatibilità ambientale secondo cui possono essere classificati i microrganismi nell'ottica delle problematiche alimentari, possono essere:
- il pH  (acidofili, neutrofili, basofili)
- la temperatura  (psicrofili, mesofili, termofili)
- l'ossigeno  (aerobi, anaerobi, aerotolleranti)
- i sali  (alofili)
- zuccheri e aw  (osmofili)

Ma la prima e più importante suddivisione deve essere tra microrganismi dannosi e utili in relazione al consumo di alimenti.

### Microrganismi dannosi
I microrganismi dannosi per chi consuma alimenti, in linea di massima si possono suddividere in:
- patogeni trasmessi con gli alimenti e causa diretta di infezioni (es. Salmonella typhimurium)
- tossigeni, produttori di tossine che, ingerite con il cibo, generano intossicazioni (es. Clostridium botulinum)
- responsabili di alterazione del substrato alimentare in cui si riproducono rendendolo incommestibile (es. Muffe)

anche se i casi pratici spesso presentano combinazioni tra le attività descritte.
All'origine del problema c'è necessariamente una contaminazione microbica dell'alimento,
- primariamente dall'atmosfera, dall'acqua e dal terreno, per quanto concerne i prodotti-base derivanti dall'agricoltura: tranne casi particolarmente anomali, si tratta di una presenza naturale, "fisiologica", che si controlla agevolmente con le banali tecniche di pulizia e lavaggio; Macchina per il lavaggio di prosciutti

Macchina per il lavaggio di prosciutti

- successivamente i materiali che vanno in lavorazione possono essere ricontaminati dall'ambiente, dalle attrezzature, dal personale: in questo caso i rischi sono maggiori e la prevenzione risiede nelle Norme di buona fabbricazione, cioè regole rigorose che impongono determinati comportamenti come l'uso di guanti, copricapi e mascherine da parte degli operatori, o interventi come la filtrazione dell'aria, la sterilizzazione delle attrezzature, ecc.

Alla fine ciò che resta deve essere messo in condizioni di sicurezza mediante adeguate tecniche di conservazione (riscaldamento, raffreddamento, disidratazione, additivazioni, ecc.), confezionamento e trasporto, affinché nell'alimento, che rimane potenzialmente un ottimo terreno di coltura, non sia consentito lo sviluppo della microflora residua.

### Microbi utili
Limitatamente agli alimenti, alcuni microrganismi sono di grande utilità per trasformare convenientemente prodotti dell'agricoltura con interessanti risultati, sia sul piano della commestibilità che della conservabilità. Basta pensare, tra le applicazioni più antiche, alla panificazione ed alla vinificazione ad opera di saccaromiceti, e poi allo sconfinato mondo dei prodotti caseari ottenuti con lattofermenti e muffe, e ancora all'aceto, ai salumi, ai crauti, alle olive da tavola, ai capperi, ai cetriolini, alla birra, al whisky, ecc.
Inoltre un gruppo particolare di batteri lattici (Lactobacillus, Bifidobacterium, Enterococcus e altri), legati alla preparazione di latti acidi (yogurt e simili), si ritiene abbiano, se ingeriti vivi in numero elevato, un effetto positivo sulla salute dell'ospite in relazione al rafforzamento del suo ecosistema intestinale. Sono da considerarsi essi stessi alimenti e vengono definiti probiotici per i loro effetti benefici.

## Aree principali
La Microbiologia alimentare abbraccia una serie di argomenti specifici e specialistici, tra cui:

### Fermentazioni alimentari ed industriali
Nel significato più ampio, anche se improprio, ci si riferisce a tutte le trasformazioni di substrati alimentari, o in genere organici per la parte industriale, ottenute volontariamente con l'ausilio di microrganismi, in ambiente adatto.
Per le preparazioni alimentari esiste una tradizione millenaria in tutte, o quasi tutte, le civiltà, sia del passato che del presente, anche ampiamente ripresa dalla industria alimentare.
Oggetto di fermentazione sono stati i cereali (in farine ed in grani), pane, birra, i latticini yogurt, formaggi, vegetali (es. crauti), pesci, carni, ed una infinità di creme e paste alimentari.
Tali procedimenti hanno interesse per la trasformazione e l'arricchimento in sostanze pregiate, ma anche di disinfezione e conservazione dei cibi e delle bevande.
Le fermentazioni industriali riguardano i procedimenti applicati all'industria, che comprende settori farmaceutici o para-farmaceutici (vitamine, antibiotici, starter, enzimi, ecc.) e alcuni aspetti dell'impiantistica civile, come la depurazione delle acque, o la produzione di biogas.

### Malattie microbiche da alimenti
Botulismo e Salmonellosi sono le patologie più note e pericolose, ma ci sono tanti altri casi di infezioni, intossicazioni e tossinfezioni che possono colpire, in forme più o meno gravi, i consumatori di alimenti contaminati da Staphylococcus aureus, Escherichia coli, Bacillus cereus, Clostridium perfringens, Streptococcus fecalis, ecc.
Le infezioni alimentari sono provocate dall'ingestione di alimenti che sono contaminati da microbi patogeni vivi. Giungendo nell'apparato digerente tali microrganismi si moltiplicano danneggiando la mucosa e dando luogo a sintomi la cui gravità può variare. Tra l'ingestione dell'alimento e la comparsa dei sintomi possono passare da poche ore a vari giorni.
Le infezioni alimentari più frequenti possono essere provocate da:
- Brucella (brucellosi);
- Campilobacter (campilobatteriosi);
- Escherichia coli enteroemoraggici;
- Listeria monocytogenes (listeriosi);
- Mycobacterium bovis ;
- Salmonella (salmonellosi) ;
- Shigella (shigellosi) ;
- Vibrio pahaemolyticus ;
- Yersinia enterocolica ;
- enterovirus.

### Botulismo
Il botulismo è una malattia causata dall'ingestione di una potente tossina prodotta da Clostridium botulinum. Durante il suo sviluppo all'interno dei barattoli può produrre del gas che determina dei rigonfiamenti del barattolo stesso.
Le cause della malattia sono attribuibili sia a carenze igieniche durante le fasi di lavorazione dell'alimento sia ad un trattamento termico di sterilizzazione non adeguato alla tipologia di prodotto alimentare.
Gli alimenti maggiormente coinvolti nella malattia sono:
- conserve di verdure (soprattutto sott'olio e sotto vuoto)
- conserve e semiconserve di carne (prosciutti, insaccati, carne in scatola)
- conserve e semiconserve di pesce (tonno e pesce sottoposto a trattamenti di affumicatura).

I sintomi della malattia si possono presentare dopo 12-36 ore dall'ingestione dell'alimento, ma a volte si presentano anche dopo 2-6 giorni, e consistono in disturbi alla vista, vertigini, mal di testa, secchezza della bocca, difficoltà respiratoria fino alla paralisi dei muscoli respiratori e del muscolo cardiaco.
Il Botulismo può essere prevenuto adottando delle semplici regole:
- adeguata sterilizzazione delle conserve
- inserimento di acidificanti negli alimenti
- aggiunta di sale nelle conserve di carne
- conservazione degli alimenti a temperature inferiori a 10 °C
- eliminazione delle confezioni che presentano rigonfiamenti (potrebbe essere presente il gas prodotto dal batterio).

### Salmonellosi
Le gastroenteriti dovute agli alimenti provocate da salmonelle sono tra le malattie trasmesse da alimenti più frequenti. Le salmonelle sono patogene per l'uomo e per gli animali e se ne conoscono moltissime specie,ma solo poco più di una decina sono responsabili di forme gastroenteriche. Questi microrganismi vivono nell'intestino dell'uomo e di altri animali come bovini, pollame, suini, animali domestici o selvatici. Si diffondono nell'ambiente attraverso le feci di malati o di portatori e nell'acqua in cui possono sopravvivere anche per mesi. La diffusione nell'ambiente è aggravata dal fatto che anche dopo la guarigione il batterio è presente nelle feci per periodi fino a sei mesi e dall'esistenza di portatori sani. I soggetti particolarmente esposti al rischio di infezione da Salmonella sono gli anziani, i bambini e le persone debilitate da altre malattie. La maggior parte dei casi e delle epidemie si sviluppano nei mesi estivi.
I sintomi gastroenterici compaiono dopo 12-72 ore e persistono per alcuni giorni. L'infezione si manifesta con febbre, brividi, dolori addominali, diarrea, nausea, vomito, cefalea e sensazione di malessere. La guarigione è spontanea in quasi tutti i casi, per soggetti deboli la malattia si potrebbe diffondere all'intero organismo e potrebbe richiedere il ricovero ospedaliero.
La causa principale della malattia sono gli alimenti di origine animale contaminati all'origine, tuttavia, essendo la manipolazione scorretta da parte degli operatori una delle principali fonti di contaminazione, tutti gli alimenti possono essere contaminati e provocare la malattia. Anche gli ortaggi concimati con letame o irrigati con acque contenenti liquami sono spesso all'origine di salmonellosi. Gli alimenti contaminati anche da grandi quantità di Salmonella non presentano alterazioni delle caratteristiche organolettiche.
Le cause principali sono:
- contaminazione all'origine delle materie prime
- manipolazione da parte di operatori portatori sani
- contaminazione crociata
- cottura insufficiente
- scarsa igiene del personale e della lavorazione.

Gli alimenti da considerare maggiormente a rischio sono:
- uova e prodotti a base di uova
- pollame e derivati
- carni (particolarmente suine) e prodotti a base di carne (inclusi salumi freschi)
- frutti di mare
- prodotti di origine vegetale che hanno subito concimazione naturale, irrigati o lavati con acque inquinate da feci.

La salmonellosi può essere prevenuta con queste semplici regole:
- lavarsi accuratamente le mani dopo aver utilizzato i servizi igienici
- mantenere sempre la catena del freddo
- controllare la temperatura dei cibi sia durante che dopo la cottura
- prestare particolare attenzione alla contaminazione crociata tra cibi crudi e cibi cotti durante la preparazione e la conservazione degli alimenti
- gli operatori del settore alimentare devono sempre osservare un protocollo d'igiene dell'abbigliamento e delle mani
- le attrezzature e gli utensili devono essere lavati accuratamente dopo l'utilizzo per la lavorazione di alimenti crudi
- tutti gli addetti alla manipolazione degli alimenti devono essere formati ed informati.

L'argomento ovviamente sconfina nella Medicina e nella Sanità pubblica.

### Alterazioni microbiche di alimenti
In questo campo si raccolgono i problemi legati alle trasformazioni indesiderate di prodotti alimentari ad opera di microrganismi, tipo ammuffimenti, marciumi, mucillagini, insorgenza di odori e sapori anomali, ecc. che ne compromettono le caratteristiche organolettiche e quindi la commestibilità, creando problemi più che altro commerciali e legali.
Tra le trasformazioni indesiderate di prodotti alimentari si ha la contaminazione microbica e chimica del latte e della carne.
Va notato che l'alterazione microbica è una delle facce della più generica alterazione dei prodotti alimentari in accordo alla Prima Legge di Parisi della Degradazione Alimentare.

#### Contaminazione microbica del latte
Dopo la mungitura la quantità e il tipo di microrganismi presenti nel latte sono variabili e rispecchiano lo stato di salute dell'animale, le tecniche di mungitura e le condizioni igienico-sanitarie delle attrezzature, dell'ambiente e del personale. La microflora del latte, raccolto e trasportato seguendo rigorosamente le regole di una corretta prassi, è costituita principalmente da microrganismi saprofiti, non patogeni che provengono dall'animale stesso e dall'ambiente. La carica microbica è contenuta. 
Se l'animale presenta malattie (ad esempio brucellosi, mastiti o tubercolosi) e le condizioni del personale, delle attrezzature e quelle igienico-sanitarie sono scadenti, si avrà una carica microbica molto elevata nel latte e si potrà avere una contaminazione a causa di patogeni in grado di provocare malattie nell'uomo (per esempio batteri dei generi Salmonella, Listeria, Mycobacterium). Il latte crudo che non viene sottoposto a trattamenti termici si altera molto velocemente a causa dell'azione dei microrganismi presenti e a causa dell'attività enzimatica (irrancidimento dei grassi e degradazione delle proteine che portano alla formazione di odori e sapori sgradevoli). Il consumo di latte crudo o di prodotti a breve stagionatura derivati dal latte crudo comporta un maggior rischio di natura microbiologica ed è una delle cause più frequenti di tossinfezioni alimentari.

#### Contaminazione microbica delle carni
Essendo la carne un ottimo substrato per lo sviluppo microbico durante il processo di macellazione l'azienda deve tener conto di particolari normative.
Alcune delle quali:
-Evitare il contatto tra carcasse appena macellate (La cute eventualmente contaminata di un animale potrebbe contaminarne un'altra adiacente se è a contatto con essa)
-Seguire la "Regola della marcia in avanti" per evitare che la carcassa attraversi più volte la stessa zona.
-Evitare qualsiasi tipo di contatto con i visceri dell'animale che, dopo essere stati separati, devono seguire un'altra linea.
Questo per evitare che nella carne a fine macellazione si trovino microrganismi patogeni indesiderati quali Coliformi, Salmonella o Listeria che normalmente non sono presenti nella carne.
I microrganismi normalmente presenti nelle carni sono di tipo alterativo e non patogeno come Pseudomonas (areuginosa esclusa),Brochothrix, batteri lattici, muffe e lieviti.
A seconda del tipo di conservazione o confezionamento ognuna di queste specie avrà un dominio sull'altra e altererà il prodotto in vari modi.
Nella refrigerazione con temperatura da 0 a 7 gradi il dominio sarà di Pseudomonas che in pochi giorni produrrà molti composti volatili che daranno putrefazione con odori caratteristici molto forti e sgradevoli (Vomito per esempio).
Nella refrigerazione ventilata invece il dominio sarà di muffe e lieviti in quanto la ventilazione abbassa l'umidità.
Nelle carni conservate in atmosfera protettiva cioè a CO2 il dominio sarà dei batteri lattici che producendo dalle loro fermentazioni acido lattico daranno all'apertura della confezione un caratteristico odore acidulo.
Ma se trascorre eccessivo tempo dalla macellazione al confezionamento il dominio potrebbe passare al Brochothrix che produrrà composti volatili a caratteristici odori (odore di formaggio per esempio).
In base alla carica microbica di ognuno delle specie alteranti e in base al tempo trascorso potrebbero verificarsi altre alterazioni quali lo "Slime" che è la formazione di una patina collosa superficiale causato da batteri lattici e Pseudomonas, l'inverdimento causato da proteine che si denaturano e rilasciano composti solforati come H2S, o l'acidificazione causata dal metabolismo dei batteri lattici.

### Sicurezza degli alimenti
È un'area che, oltre ad investire la cultura del consumatore e l'attività delle Pubbliche Autorità di Controllo, è pesantemente presente nella strategia dell'Industria alimentare, con l'introduzione di prassi quali le norme di buona fabbricazione, il sistema HACCP (Hazard Analysis and Critical Control Points), l'educazione ed il monitoraggio sanitario del personale, la sensibilizzazione dei fornitori, tutto sotto l'egida del Controllo qualità aziendale.

### Controllo microbiologico degli alimenti
Qui si tratta specificatamente del Laboratorio batteriologico (il "braccio armato" del Controllo qualità), delle specifiche microbiologiche di materie prime, semilavorati, prodotti finiti, nonché di acqua, aria e superfici, dei metodi di campionamento e di analisi, dell'attività di registrazione, elaborazione e gestione dei dati.
I microrganismi monitorati dal laboratorio variano a seconda dei prodotti e delle tecnologie.
Nel caso di prodotti per i quali non è previsto alcun trattamento "sterilizzante", il controllo può riguardare, sia a monte che a valle del processo, il Conteggio Mesofili Totali (indicatore generale), gli Streptococchi fecali e i cosiddetti coliformi (indicatori di contaminazione fecale), Muffe e Lieviti (indicatori di cattiva conservazione), Clostridi solfito-riduttori, E.coli, Salmonella (presenze pericolose).
Sulle materie destinate alla sterilizzazione si ricercano specie sporigene, raggruppate convenzionalmente in
- TA  (Termofili Anaerobi) come il Cl. thermosaccharolyticum
- PA  (Putrefattivi Anaerobi) come il Cl. botulinum
- FS  (Flat Sour) come il B. coagulans[2]

mentre il prodotto finito è sottoposto a Test di incubazione a 32 °C e 55 °C per rilevare gli effetti di spore (rispettivamente mesofile e termofile) sopravvissute al trattamento termico.